# チュクチ半島

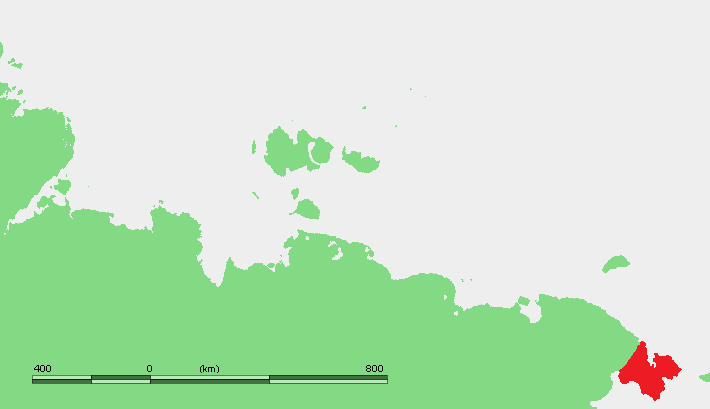
チュクチ半島の位置

チュクチ半島（チュクチはんとう、ロシア語: Чукотский полуостров, Cukotskij Poluostrov, 英語: Chukchi Peninsula）は、およそ北緯66度、西経172度にあって、アジアの北東の極地、ユーラシア大陸の最東端の半島である（#自然地理）。チュコト半島（Chukotsk）ともいう。全域がロシア領で人口希薄（#地理）。脆弱な生態系が危機にさらされているという指摘もある（#環境問題）。

## 自然地理

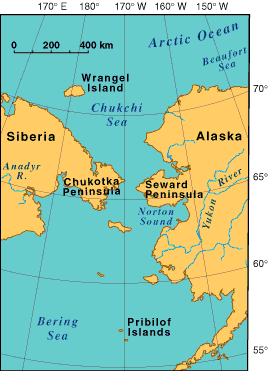
ベーリンジアにおけるチュクチ半島

チュクチ半島は、アジアないしシベリアの北東に位置するユーラシア大陸最東端の半島である。また、全域がケッペンの気候区分上のツンドラ気候（ET）に属する極地である。面積約30万平方キロメートル。東端はデジニョフ岬である。北にはチュクチ海、南にはベーリング海及びアナディリ湾、東にはベーリング海峡を接する。ベーリング海峡を挟んで対岸はアメリカ合衆国領のアラスカ州スワード半島がある。
チュクチ半島の内陸部は、チュコト高地の東端部をなす。チュコト高地は、海抜500メートルから1000メートル程度、南麓で火山性の土壌が優勢であり、北麓で砂岩、頁岩、砕石花崗岩土壌が優勢である。チュクチ半島はおおむね平坦な地勢である。

## 人文地理

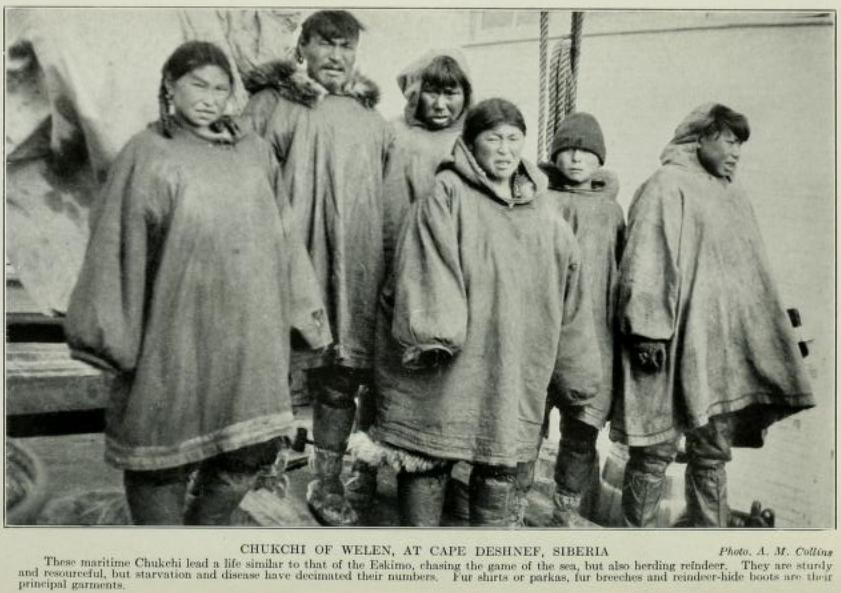
ウエレンに住む人々（1913年）

チュクチ半島は、ロシア語では Чукотский полуостров（Chukotskij poluostrov）であるので、チュコト半島（Chukotsk、チュコーツク）とも呼ばれる。
半島全体がロシア共和国領であり、同国の行政上はチュクチ自治管区に含まれる。チュクチ自治管区全体で人口は155,000人である（1990年）。民族的には、そのうちの大部分がロシア人、残りの少数が、チュクチ、エスキモーのユピク族、シレニキ・エスキモー、コリャーク人、チュヴァン、エヴェン、ユカギール人などで構成される。チュクチ半島の人口は、面積の割には希薄で、人が集住する場所としてはベーリング海峡に面したウエレン村（2010年の調査で人口720人）や、軍港のあるプロヴィデニヤ（2017年の調査で人口2109人）などがある。
チュクチ半島の産業としては、鉱業と、狩猟などの第一次産業がある。チュクチ半島で採取されている鉱物資源としては、スズ、鉛、亜鉛、金、石炭がある。チュクチ半島は耕作に不適な土地なので、第一次産業は、狩猟、わな猟、トナカイの牧畜、漁撈である。
チュクチ半島に人間が住み始めたのは、少なくとも現代から1万年前には遡る。紀元前5000-3000年には、海棲哺乳類の狩猟に特化した技術を持った集団の存在が確認できる。考古学的エビデンスによれば、ユピクとして一まとめにできる人々の居住の方が、チュクチとして一まとめにできる人々の来住よりも先であったことが認められる。西暦900～1000年ごろから1600年前後には、比較的高度な海生哺乳類の狩猟技術を有したチューレ文化が展開していた。チュクチ語を話すチュクチ人は、伝統的には、内陸でトナカイの遊牧を営む遊牧民と、チュクチ海とベーリング海峡沿いで漁撈と海棲哺乳類の狩猟を営む海岸定住民の2グループからなる。トナカイ遊牧に比べて食料の獲得が不安定な海岸定住民のチュクチ人は、時には沈黙交易を交えて遠方まで交易を行った。チュクチの交易網は内陸遊牧民はもとより、アラスカのイヌイットのところにまで及んだ。
いささか古い研究になるが、20世紀前半の鳥居龍蔵は、チュクチ半島にはチュクチ人の比較的盛んな交易網が存在したと論じる。19世紀のチュクチ人は、日本列島の古墳から出土する短甲を革綴じした日本以外ではあまり見られないタイプの鎧を身に纏っていたと報告されており、チュクチの交易網は、日本製の武具も交易の客体としており、そこにはアイヌやニヴフなどカムチャツカ半島民も交易の主体として参加していた。ロシア人の探検家が始めてチュクチ半島に到達したのは17世紀前半のことである。セミョーン・イワノヴィチ・デジニョーフは1649年に帆船でチュクチ半島を回航した。

## 環境問題

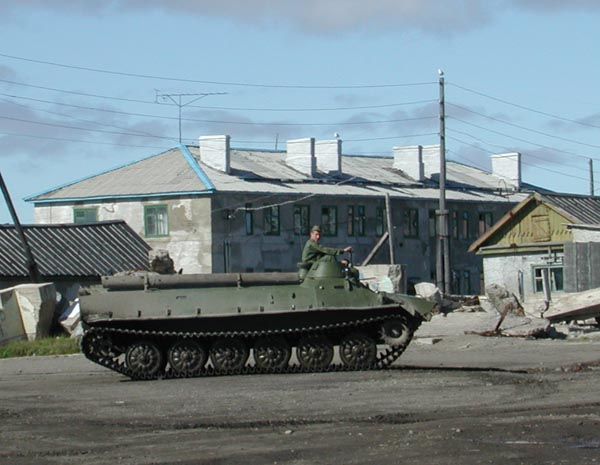
' の一例（チュクチ半島で撮影）

チュクチ半島は、半島全体がツンドラ気候に属するため、夏季に地衣類が生長する程度の植生しか見られない。内陸部では、この地衣類に依存する脆弱な生物多様性が危機に晒されている。ソビエト連邦時代に vezdekhody と呼ばれる無限軌道履帯を備えた乗り物がチュクチ半島に持ち込まれ、さらにソ連崩壊後の1998年には、軍人でない一般市民もこれに乗って村落の外側へ出てもよいように条例が改められた。その結果、ヘリコプターしか交通手段がないという状況こそ解消されたものの、国境警備の軍人や一般市民が vezdekhody を不必要に乗り回すようになり、無限軌道履帯によりツンドラ上の地衣類が剥ぎ取られている。
チュクチ半島は、内陸部のみならず沿岸部も環境問題を抱えている。チュクチ半島は北極海航路および北西航路（Се́верный морско́й путь, Northern Sea Route）沿いに位置している。ソビエト連邦時代には、このロケーションが災いして、チュクチ半島の海岸沿いが北極海航路を通る船舶のゴミ捨て場になってしまった。チュクチ半島の海岸線沿いには、コルホーズで使用された石油の空ドラムが何十万本も放置されていた。